# Reza Kianian

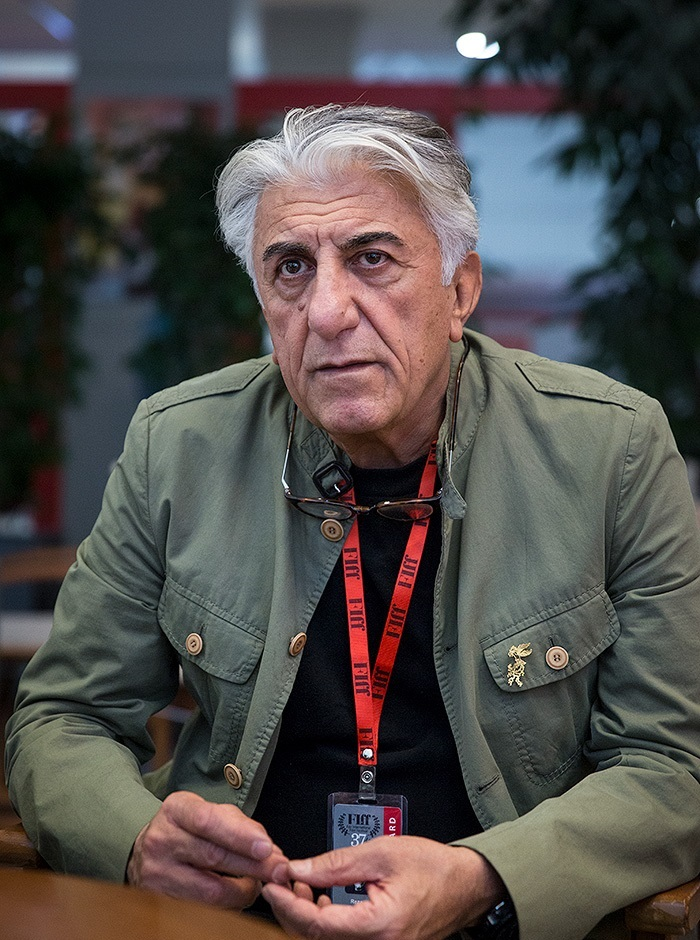
Reza Kianian (2019)

Reza Kianian (persisch رضا کیانیان, geboren am 19. Juni 1951 in Teheran) ist ein iranischer Schauspieler. Er hat verschiedene Auszeichnungen erhalten, darunter zwei Crystal Simorgh, einen Hafez Award und zwei Iran Cinema Celebration Awards.

## Filmografie (Auswahl)
- 1998: Die gläserne Agentur (Ajans-E Shisheh-I)
- 2001: Killing Mad Dogs
- 2001: A House Built on Water